# 小行星8381
小行星8381（英語：8381 Hauptmann）是一颗围绕太阳公转的小行星。1992年9月21日，佛蒙特·伯根在陶腾堡发现了此天体。
这颗小行星的绝对星等为270.64598等。